# Hiroji Imamura
Hiroji Imamura (jap. 今村 博治 Imamura Hiroji; ur. 27 kwietnia 1949) – były japoński piłkarz, reprezentant kraju.

## Kariera klubowa
Od 1968 do 1983 roku występował w klubie Yanmar Diesel.

## Kariera reprezentacyjna
W reprezentacji Japonii zadebiutował w 1976. W sumie w reprezentacji wystąpił w 4 spotkaniach.

## Statystyki
| Reprezentacja Japonii | Reprezentacja Japonii | Reprezentacja Japonii |
| Rok                   | Mecze                 | Gole                  |
| --------------------- | --------------------- | --------------------- |
| 1976                  | 4                     | 0                     |
| Razem                 | 4                     | 0                     |